# Klein Wittensee
Klein Wittensee (in danese  Lille Vittesø) è un comune di 192 abitanti dello Schleswig-Holstein, in Germania.
Appartiene al circondario (Kreis) di Rendsburg-Eckernförde (targa RD) ed è parte della comunità amministrativa (Amt) di Hüttener Berge.